# Балино-Форначе (Бергамо)
Балино-Форначе је насеље у Италији у округу Бергамо, региону Ломбардија.
Према процени из 2011. у насељу је живело 391 становника. Насеље се налази на надморској висини од 181 м.